# Liste der denkmalgeschützten Objekte in Rožňava
Die Liste der denkmalgeschützten Objekte in Rožňava enthält die 58 nach slowakischen Denkmalschutzvorschriften geschützten Objekte in der Gemeinde Rožňava im Okres Rožňava.

## Denkmäler
| Foto |                 | Denkmal / č. ÚZPF                                           | Standort / Konskr. Nr.                                                 | Offizielle Beschreibung                               | Beschreibung                                                                  | Metadaten                                                     |
| ---- | --------------- | ----------------------------------------------------------- | ---------------------------------------------------------------------- | ----------------------------------------------------- | ----------------------------------------------------------------------------- | ------------------------------------------------------------- |
| ja   | Datei hochladen | Kalvarienbergkapelle(sk) ObjektID: 808-10129/1              | Standort KG: Rožňava Konskr.Nr.:                                       | 1.zastavenie kríž.cesty; Kristus na hore Olivovej     | 1 Station des Kreuzweges; Christus auf dem Ölberg                             | č. NKP: 808-10129/1 Stand des NKP: Name: KAPLNKA KALVÁRSKA    |
| ja   | Datei hochladen | Kalvarienbergkapelle(sk) ObjektID: 808-10129/2              | Standort KG: Rožňava Konskr.Nr.:                                       | 2.zastavenie kríž.cesty; Bičovanie Krista             | 2 Station des Kreuzweges; Auspeitschung Christi                               | č. NKP: 808-10129/2 Stand des NKP: Name: KAPLNKA KALVÁRSKA    |
| ja   | Datei hochladen | Kalvarienbergkapelle(sk) ObjektID: 808-10129/3              | Standort KG: Rožňava Konskr.Nr.:                                       | 3.zastavenie kríž.cesty; Korunovania Krista tŕním     | 3 Station des Kreuzweges; Krönung Christi mit Dornenkrone                     | č. NKP: 808-10129/3 Stand des NKP: Name: KAPLNKA KALVÁRSKA    |
| ja   | Datei hochladen | Kalvarienbergkapelle(sk) ObjektID: 808-10129/4              | Standort KG: Rožňava Konskr.Nr.:                                       | 4.zastavenie kríž.cesty; Nesenie kríža                | 4 Station des Kreuzweges; der das Kreuz trägt                                 | č. NKP: 808-10129/4 Stand des NKP: Name: KAPLNKA KALVÁRSKA    |
| ja   | Datei hochladen | Kalvarienbergkapelle(sk) ObjektID: 808-10129/5              | Standort KG: Rožňava Konskr.Nr.:                                       | 5.zastavenie kríž.cesty; Ukrižovanie Krista           | 5 Station des Kreuzweges; Kreuzigung Christi                                  | č. NKP: 808-10129/5 Stand des NKP: Name: KAPLNKA KALVÁRSKA    |
| ja   | Datei hochladen | Kalvarienbergkapelle(sk) ObjektID: 808-10129/6              | Standort KG: Rožňava Konskr.Nr.:                                       | 6.zastavenie kríž.cesty; kaplnka Božieho hrobu        | 6 Station des Kreuzweges; Kapelle des Heiligen Grabes                         | č. NKP: 808-10129/6 Stand des NKP: Name: KAPLNKA KALVÁRSKA    |
| ja   | Datei hochladen | Kapelle(sk) ObjektID: 808-10129/7                           | Standort KG: Rožňava Konskr.Nr.: 72?                                   | r.k.P.M.Sedembolestnej; kostol Mater Dolorosa         | römisch-katholische Kapelle Maria der sieben Schmerzen, Mater Dolorosa Kirche | č. NKP: 808-10129/7 Stand des NKP: Name: KAPLNKA              |
| ja   | Datei hochladen | Statue auf Säule(sk) ObjektID: 808-469/0                    | Baníkov nám. 0 Standort KG: Rožňava Konskr.Nr.:                        | Panna Mária-Immaculata; Morový stĺp                   | Die unbefleckte Jungfrau Maria, Pestsäule                                     | č. NKP: 808-469/0 Stand des NKP: Name: SOCHA NA STĹPE         |
| ja   | Datei hochladen | Statue(sk) ObjektID: 808-470/0                              | Baníkov nám. 0 Standort KG: Rožňava Konskr.Nr.:                        | Andrássyová Františka; Mramorový pomník               | Marmor-Denkmal, Franziska Andrássy                                            | č. NKP: 808-470/0 Stand des NKP: Name: SOCHA                  |
| ja   | Datei hochladen | Bürgerhaus(sk) ObjektID: 808-1497/0                         | Baníkov nám. 8 Standort KG: Rožňava Konskr.Nr.: 31                     | radový                                                | Reihenhaus                                                                    | č. NKP: 808-1497/0 Stand des NKP: Name: DOM MEŠTIANSKY        |
| ja   | Datei hochladen | Bürgerhaus(sk) ObjektID: 808-10134/0                        | Baníkov nám. 9 Standort KG: Rožňava Konskr.Nr.: 32                     | radový; Kissov dom                                    | Reihenhaus, Haus Kissov                                                       | č. NKP: 808-10134/0 Stand des NKP: Name: DOM MEŠTIANSKY       |
| ja   | Datei hochladen | Vincentić-Kloster(sk) ObjektID: 808-2376/0                  | Baníkov nám. 10 Standort KG: Rožňava Konskr.Nr.: 33                    | vincentiek                                            |                                                                               | č. NKP: 808-2376/0 Stand des NKP: Name: KLÁŠTOR VINCENTIEK    |
| ja   | Datei hochladen | Bürgerhaus(sk) ObjektID: 808-10505/0                        | Baníkov nám. 11 Standort KG: Rožňava Konskr.Nr.: 34                    |                                                       |                                                                               | č. NKP: 808-10505/0 Stand des NKP: Name: DOM MEŠTIANSKY       |
| ja   | Datei hochladen | Bürgerhaus(sk) ObjektID: 808-10135/0                        | Baníkov nám. 12 Standort KG: Rožňava Konskr.Nr.: 35-36                 | radový                                                | Reihenhaus                                                                    | č. NKP: 808-10135/0 Stand des NKP: Name: DOM MEŠTIANSKY       |
| ja   | Datei hochladen | Bürgerhaus(sk) ObjektID: 808-10136/0                        | Baníkov nám. 15 Standort KG: Rožňava Konskr.Nr.: 41                    | nárožný                                               | Eckhaus                                                                       | č. NKP: 808-10136/0 Stand des NKP: Name: DOM MEŠTIANSKY       |
| ja   | Datei hochladen | Bürgerhaus(sk) ObjektID: 808-459/0                          | Baníkov nám. 17 Standort KG: Rožňava Konskr.Nr.: 43                    | radový; Hotel Čierny orol                             | Reihenhaus, Hotel Schwarzen Adler                                             | č. NKP: 808-459/0 Stand des NKP: Name: DOM MEŠTIANSKY         |
| ja   | Datei hochladen | Bürgerhaus(sk) ObjektID: 808-10137/0                        | Baníkov nám. 18 Standort KG: Rožňava Konskr.Nr.: 44                    | radový                                                | Reihenhaus                                                                    | č. NKP: 808-10137/0 Stand des NKP: Name: DOM MEŠTIANSKY       |
| ja   | Datei hochladen | Bischöflicher Palast(sk) ObjektID: 808-464/0                | Baníkov nám. 20 Standort KG: Rožňava Konskr.Nr.: 46                    | Biskupská rezidencia                                  |                                                                               | č. NKP: 808-464/0 Stand des NKP: Name: PALÁC BISKUPSKÝ        |
| ja   | Datei hochladen | Bürgerhaus(sk) ObjektID: 808-10138/0                        | Baníkov nám. 22 Standort KG: Rožňava Konskr.Nr.: 48                    | radový                                                | Reihenhaus                                                                    | č. NKP: 808-10138/0 Stand des NKP: Name: DOM MEŠTIANSKY       |
| ja   | Datei hochladen | Bürgerhaus(sk) ObjektID: 808-10139/0                        | Baníkov nám. 23 Standort KG: Rožňava Konskr.Nr.: 49                    | radový                                                | Reihenhaus                                                                    | č. NKP: 808-10139/0 Stand des NKP: Name: DOM MEŠTIANSKY       |
| ja   | Datei hochladen | Bürgerhaus(sk) ObjektID: 808-10140/0                        | Baníkov nám. 24 Standort KG: Rožňava Konskr.Nr.: 52                    | radový                                                | Reihenhaus                                                                    | č. NKP: 808-10140/0 Stand des NKP: Name: DOM MEŠTIANSKY       |
| ja   | Datei hochladen | Bürgerhaus(sk) ObjektID: 808-10141/0                        | Baníkov nám. 25 Standort KG: Rožňava Konskr.Nr.: 53                    | radový                                                | Reihenhaus                                                                    | č. NKP: 808-10141/0 Stand des NKP: Name: DOM MEŠTIANSKY       |
| ja   | Datei hochladen | Kirche(sk) ObjektID: 808-467/2                              | Baníkov nám. 26 Standort KG: Rožňava Konskr.Nr.: 54                    | r.k.sv.Anny; františkánsky                            | römisch-katholische Kirche St. Anna                                           | č. NKP: 808-467/2 Stand des NKP: Name: KOSTOL                 |
| ja   | Datei hochladen | Bürgerhaus(sk) ObjektID: 808-10142/0                        | Baníkov nám. 27 Standort KG: Rožňava Konskr.Nr.: 8                     | radový                                                | Reihenhaus                                                                    | č. NKP: 808-10142/0 Stand des NKP: Name: DOM MEŠTIANSKY       |
| ja   | Datei hochladen | Bürgerhaus(sk) ObjektID: 808-10143/0                        | Baníkov nám. 29 Standort KG: Rožňava Konskr.Nr.: 10                    | radový                                                | Reihenhaus                                                                    | č. NKP: 808-10143/0 Stand des NKP: Name: DOM MEŠTIANSKY       |
| ja   | Datei hochladen | Bürgerhaus(sk) ObjektID: 808-10144/0                        | Baníkov nám. 31 Standort KG: Rožňava Konskr.Nr.: 12-15                 | radový                                                | Reihenhaus                                                                    | č. NKP: 808-10144/0 Stand des NKP: Name: DOM MEŠTIANSKY       |
| ja   | Datei hochladen | Rathaus(sk) ObjektID: 808-463/0                             | Baníkov nám. 32 Standort KG: Rožňava Konskr.Nr.: 16                    |                                                       |                                                                               | č. NKP: 808-463/0 Stand des NKP: Name: RADNICA                |
| ja   | Datei hochladen | Bürgerhaus(sk) ObjektID: 808-10145/0                        | Baníkov nám. 34 Standort KG: Rožňava Konskr.Nr.: 18                    | radový                                                | Reihenhaus                                                                    | č. NKP: 808-10145/0 Stand des NKP: Name: DOM MEŠTIANSKY       |
| ja   | Datei hochladen | Bürgerhaus(sk) ObjektID: 808-10146/0                        | Baníkov nám. 35 Standort KG: Rožňava Konskr.Nr.: 19                    | nárožný                                               | Eckhaus                                                                       | č. NKP: 808-10146/0 Stand des NKP: Name: DOM MEŠTIANSKY       |
| ja   | Datei hochladen | Verwaltungsgebäude(sk) ObjektID: 808-460/0                  | Baníkov nám. 37 Standort KG: Rožňava Konskr.Nr.: 21                    | nárožná; Budova komory,mincov                         | Eckhaus, Kammergebäude, Münze                                                 | č. NKP: 808-460/0 Stand des NKP: Name: BUDOVA ADMINISTRATÍVNA |
| ja   | Datei hochladen | Stadtturm(sk) ObjektID: 808-462/1                           | Baníkov nám. 38 Standort KG: Rožňava Konskr.Nr.: 1                     | Mestská veža                                          | Stadtkontrollturm                                                             | č. NKP: 808-462/1 Stand des NKP: Name: VEŽA MESTSKÁ           |
| ja   | Datei hochladen | Uhrturm(sk) ObjektID: 808-462/2                             | Baníkov nám. 38 Standort KG: Rožňava Konskr.Nr.: 1                     |                                                       |                                                                               | č. NKP: 808-462/2 Stand des NKP: Name: HODINY VEŽOVÉ          |
| ja   | Datei hochladen | Sonnenuhr(sk) ObjektID: 808-462/3                           | Baníkov nám. 38 Standort KG: Rožňava Konskr.Nr.: 1                     |                                                       |                                                                               | č. NKP: 808-462/3 Stand des NKP: Name: HODINY SLNEČNÉ         |
| ja   | Datei hochladen | Kirche(sk) ObjektID: 808-468/0                              | Baníkov nám. 39 Standort KG: Rožňava Konskr.Nr.: 2                     | r.k.sv.Františka Xaverského; Žiacky kostol            | römisch-katholische Kirche St. Franz Xaver (Studentenkirche?)                 | č. NKP: 808-468/0 Stand des NKP: Name: KOSTOL                 |
| ja   | Datei hochladen | Marktbuden(sk) ObjektID: 808-10066/0                        | Baníkov nám. 40,41,42,43,44 Standort KG: Rožňava Konskr.Nr.: 3,4,5,6,7 | krámiky pri mestskej veži                             | Kramläden am Stadtturm                                                        | č. NKP: 808-10066/0 Stand des NKP: Name: OBCHODÍKY            |
| ja   | Datei hochladen | Pfarrhof(sk) ObjektID: 808-10504/0                          | Betliarska ul. 1 Standort KG: Rožňava Konskr.Nr.: 93                   | r.k.                                                  | römisch-katholisches Pfarrhaus                                                | č. NKP: 808-10504/0 Stand des NKP: Name: FARA                 |
| ja   | Datei hochladen | Franziskanerkloster(sk) ObjektID: 808-467/1                 | Betliarska ul. 2 Standort KG: Rožňava Konskr.Nr.: 74                   | františkánsky                                         |                                                                               | č. NKP: 808-467/1 Stand des NKP: Name: KLÁŠTOR FRANTIŠKÁNOV   |
| ja   | Datei hochladen | Bürgerhaus(sk) ObjektID: 808-10130/0                        | Betliarska ul. 4 Standort KG: Rožňava Konskr.Nr.: 75,74                |                                                       |                                                                               | č. NKP: 808-10130/0 Stand des NKP: Name: DOM MEŠTIANSKY       |
| ja   | Datei hochladen | Kirche(sk) Kathedrale Mariä Himmelfahrt ObjektID: 808-466/1 | Betliarska ul. 5 Standort KG: Rožňava Konskr.Nr.: 91                   | r.k.Nanebovzatia P.M.; Katedrálny kostol              | römisch-katholische Kirche Mariä Himmelfahrt, Kathedrale                      | č. NKP: 808-466/1 Stand des NKP: Name: KOSTOL                 |
| ja   | Datei hochladen | Turm(sk) ObjektID: 808-466/2                                | Betliarska ul. 3 Standort KG: Rožňava Konskr.Nr.: 92                   |                                                       |                                                                               | č. NKP: 808-466/2 Stand des NKP: Name: VEŽA                   |
| ja   | Datei hochladen | Hospiz(sk) ObjektID: 808-461/0                              | Betliarska ul. 6 Standort KG: Rožňava Konskr.Nr.: 9                    |                                                       |                                                                               | č. NKP: 808-461/0 Stand des NKP: Name: STAROBINEC             |
| ja   | Datei hochladen | Vereinsgemeinde(sk) ObjektID: 808-10131/0                   | Betliarska ul. 8 Standort KG: Rožňava Konskr.Nr.: 77                   | r.k.; Býv.katolícky spolok                            | römisch-katholischen Vereinigung                                              | č. NKP: 808-10131/0 Stand des NKP: Name: DOM SPOLKOVÝ         |
| ja   | Datei hochladen | Grabstein(sk) ObjektID: 808-2385/0                          | Hronca akademika ul. Standort KG: Rožňava Konskr.Nr.:                  | kameň; Colinasi J.                                    | des J. Colinasi                                                               | č. NKP: 808-2385/0 Stand des NKP: Name: NÁHROBNÍK             |
| ja   | Datei hochladen | Grabstein(sk) ObjektID: 808-2386/0                          | Hronca akademika ul. Standort KG: Rožňava Konskr.Nr.:                  | kameň; Póschová I.                                    | I. Póschová                                                                   | č. NKP: 808-2386/0 Stand des NKP: Name: NÁHROBNÍK             |
| ja   | Datei hochladen | Turm(sk) ObjektID: 808-457/1                                | Hronca akademika ul. 0 Standort KG: Rožňava Konskr.Nr.:                | Prachárenská veža                                     | Prachárenská Turm                                                             | č. NKP: 808-457/1 Stand des NKP: Name: VEŽA                   |
| ja   | Datei hochladen | Gymnasium(sk) ObjektID: 808-4690/1                          | Hronca akademika ul. 1 Standort KG: Rožňava Konskr.Nr.: 98             | Šafárik P.J.; Gymnáz. P.J.Šafárika                    | Gymnasium Pavel Jozef Šafárik                                                 | č. NKP: 808-4690/1 Stand des NKP: Name: GYMNÁZIUM             |
| ja   | Datei hochladen | Sonnenuhr(sk) ObjektID: 808-4690/2                          | Hronca akademika ul. 1 Standort KG: Rožňava Konskr.Nr.: 98             | maľované                                              | gemalt                                                                        | č. NKP: 808-4690/2 Stand des NKP: Name: HODINY SLNEČNÉ        |
| ja   | Datei hochladen | Burgmauer(sk) ObjektID: 808-457/2                           | Hronca akademika ul. Standort KG: Rožňava Konskr.Nr.:                  | Jiskrova pevnosť                                      | fest eingebaut                                                                | č. NKP: 808-457/2 Stand des NKP: Name: MÚR HRADBOVÝ           |
| ja   | Datei hochladen | Gymnasium(sk) ObjektID: 808-10126/0                         | Hronca akademika ul. 3 Standort KG: Rožňava Konskr.Nr.: 99             | r.k.,chodbový,solitér; dom rádu prem.,detská nemocni. | römisch-katholisches Kinderkrankenhaus                                        | č. NKP: 808-10126/0 Stand des NKP: Name: GYMNÁZIUM            |
| ja   | Datei hochladen | SEMINÁR ObjektID: 808-10127/0                               | Hronca akademika ul. 6 Standort KG: Rožňava Konskr.Nr.: 96             | r.k.,chodbový,solitér; ekonomická škola               | römisch-katholische Wirtschaftsschule                                         | č. NKP: 808-10127/0 Stand des NKP: Name: SEMINÁR              |
| ja   | Datei hochladen | Krankenhaus(sk) ObjektID: 808-10132/0                       | Kosu-Schoppera ul. 22 Standort KG: Rožňava Konskr.Nr.: 141             | Stará nemocnica                                       | Das alte Krankenhaus                                                          | č. NKP: 808-10132/0 Stand des NKP: Name: NEMOCNICA            |
| ja   | Datei hochladen | Bürgerhaus(sk) ObjektID: 808-472/0                          | Šafárikova ul. 2 Standort KG: Rožňava Konskr.Nr.: 87                   |                                                       |                                                                               | č. NKP: 808-472/0 Stand des NKP: Name: DOM MEŠTIANSKY         |
| ja   | Datei hochladen | Schule(sk) ObjektID: 808-10133/0                            | Šafárikova ul. 3 Standort KG: Rožňava Konskr.Nr.: 513                  | stredná zdravotná; Býv.ev.dievčenská šk               | zentrale Gesundheitsschule, ehem. evangelische Mädchenschule                  | č. NKP: 808-10133/0 Stand des NKP: Name: ŠKOLA                |
| ja   | Datei hochladen | Kirche(sk) ObjektID: 808-465/0                              | Šafárikova ul. 5 Standort KG: Rožňava Konskr.Nr.: 28                   | ev.a.v.                                               | evangelische Kirche                                                           | č. NKP: 808-465/0 Stand des NKP: Name: KOSTOL                 |
| ja   | Datei hochladen | Manufaktur(sk) ObjektID: 808-473/0                          | Šafárikova ul. 31 Standort KG: Rožňava Konskr.Nr.: 498                 | výroba kože; Markova továreň                          | Lederfabrik Markov                                                            | č. NKP: 808-473/0 Stand des NKP: Name: MANUFAKTÚRA            |
| ja   | Datei hochladen | Museum(sk) ObjektID: 808-2375/0                             | Šafárikova ul. 43 Standort KG: Rožňava Konskr.Nr.: 494                 | Banícke múzeum                                        | Bergbau-Museum                                                                | č. NKP: 808-2375/0 Stand des NKP: Name: MÚZEUM BANSKÉ         |
| ja   | Datei hochladen | Kirche(sk) ObjektID: 808-11374/0                            | Štítnická ul. 3 Standort KG: Rožňava Konskr.Nr.: 266                   | ref.                                                  | reformierte Kirche                                                            | č. NKP: 808-11374/0 Stand des NKP: Name: KOSTOL               |
| ja   | Datei hochladen | Grundschule(sk) ObjektID: 808-10128/0                       | Zeleného stromu ul. 14 Standort KG: Rožňava Konskr.Nr.:                | Bývalá ev.gymnázium                                   | Ehemaliges ev. Gymnasium                                                      | č. NKP: 808-10128/0 Stand des NKP: Name: ŠKOLA ZÁKLADNÁ       |

## Legende
Die Tabelle enthält im Einzelnen folgende Informationen:
| Foto:                    | Fotografie des Denkmals. |
| Denkmal / č. ÚZPF:       | Die Übersetzung der Bezeichnung des Denkmals, wie sie vom Slowakischen Denkmalamt (Pamiatkový úrad Slovenskej republiky) verwendet wird. Die Originalbezeichnung ist unter dem Fragezeichen angegeben. Fehlt die Übersetzung, so wird die Originalbezeichnung direkt angezeigt. Weiters ist die Objekt-Identifikationsnummer (Objekt ID) angeführt. Sie ist die offizielle, in der Slowakei eindeutige Nummer č. ÚZPF inklusive der zugehörigen Zählnummer, wie sie in den Daten des Denkmalamtes angegeben wird. Da diese nur innerhalb eines Landkreises gezählt wird, ist dessen Nummer der Denkmalnummer vorangestellt. |
| Standort:                | Wenn in der Liste vorhanden, ist die Adresse angegeben. In Klammern kann sich noch eine zusätzliche Adresse befinden, wenn es beispielsweise ein Eckhaus ist. Bei freistehenden Objekten ohne Adresse (zum Beispiel bei Bildstöcken) ist eine Adresse angegeben, die in der Nähe des Objekts liegt. Durch Aufruf des Links Standort wird die Lage des Denkmals in verschiedenen Kartenprojekten angezeigt. Darunter sind die Katastralgemeinde (KG) und, wenn vorhanden, die Konskriptionsnummer (Konskr. Nr.) angegeben.                                                                                                   |
| Offizielle Beschreibung: | Es ist die Kurzbeschreibung auf Slowakisch, wie sie in den offiziellen Listen angegeben ist, eingetragen. |
| Beschreibung:            | Kurze Angaben zum Denkmal auf Deutsch. |
| Metadaten:               | Zusätzlich werden, wenn in den persönlichen Einstellungen das Helferlein Dauerhaftes Einblenden von Metadaten aktiviert ist, ebensolche angezeigt. |

- Karte mit allen Koordinaten:
- OSM |
- WikiMap